# Первомайское сельское поселение (Челябинская область)
Первомайское се́льское поселе́ние — муниципальное образование в Агаповском районе Челябинской области Российской Федерации. В рамках административно-территориального устройства муниципальное образование  соответствует административно-территориальной единице Первомайский сельсовет.
Административный центр: посёлок Первомайский.

## История
Статус и границы сельского поселения установлены Законом Челябинской области от 26 августа 2004 года № 259-ЗО «О статусе и границах Агаповского муниципального района и сельских поселений в его составе»

## Население
| 1995  | 2002  | 2010  | 2011  | 2012  | 2013  | 2014  |
| ----- | ----- | ----- | ----- | ----- | ----- | ----- |
| 3443  | ↘3196 | ↘3104 | ↗3107 | ↗3115 | ↗3151 | ↘3061 |
| 2015  | 2016  | 2017  | 2018  | 2019  | 2020  | 2021  |
| ↘3018 | ↘2958 | ↗2967 | ↘2917 | ↘2898 | ↘2894 | ↗2972 |
| 2023  |       |       |       |       |       |       |
| ↘2965 |       |       |       |       |       |       |

## Состав сельского поселения
| № | Населённый пункт | Тип населённого пункта          | Население |
| - | ---------------- | ------------------------------- | --------- |
| 1 | Гумбейка         | посёлок железнодорожной станции | ↘390      |
| 2 | Малиновка        | посёлок                         | ↗450      |
| 3 | Наваринка        | посёлок                         | ↗810      |
| 4 | Первомайский     | посёлок, административный центр | ↘1330     |
| 5 | Просторный       | посёлок                         | ↘124      |